# Civilian Saucer Intelligence
Civilian Saucer Intelligence (Tạm dịch: Tình báo Đĩa bay Dân sự, viết tắt CSI) là một nhóm nghiên cứu vật thể bay không xác định (UFO) độc lập được thành lập tại thành phố New York vào năm 1954. Ban đầu nhóm được gọi là Civilian Saucer Intelligence New York, nhưng hai chữ "New York" đã nhanh chóng bị loại bỏ khỏi tên của nhóm.
Trái ngược với nhiều "câu lạc bộ đĩa bay" thời kỳ đầu mang tính nghiệp dư, CSI thực sự đã tiến hành các cuộc điều tra nghiêm ngặt về các báo cáo UFO. Bản tin CSI được phát hành hàng quý và nhà nghiên cứu UFO Jerome Clark mô tả tổ chức này là "nguyệt san UFO hay nhất vào thời đó — được biên tập tốt, thông minh, chu đáo và có óc phản biện".
Họ chỉ trích những người tiếp xúc UFO tự nhận mình thường liên hệ với người ngoài hành tinh, nhưng lại tách biệt với những nhóm khác bằng cách điều tra các cuộc tiếp xúc cự ly gần loại hình thứ ba, nơi các sinh thể được cho là một phần của những vụ nhìn thấy UFO.

## Lịch sử
Jerome Clark viết, "Dù số lượng thành viên ít ỏi, nhưng điều mà tổ chức thiếu về số lượng vốn tạo nên chất lượng của nhân sự". Nhân sự cốt lõi của CSI là Ted Bloecher, Isabel Davis và Alexander Mebane.
Nhà hóa sinh người Mỹ Michael D. Swords mô tả các dự án đầy ấn tượng của CSI là kết quả của "nỗ lực Hercules của ba nhà nghiên cứu UFO tài năng... [họ] là những nhà phân tích khó tính, rất khó bị lừa với những trường hợp tầm thường." CSI cũng đáng chú ý khi dịch hai cuốn sách của nhà UFO học người Pháp Aimé Michel sang tiếng Anh.
Hơn nữa, theo Swords, CSI đã trở thành nguồn báo cáo chính về UFO của nhà thiên văn J. Allen Hynek vào giữa thập niên 1950 —đặc biệt là các trường hợp từ bên ngoài nước Mỹ—sau khi Ban Robertson (1953) chuyển hướng hầu hết các báo cáo UFO ra khỏi Dự án Blue Book, mà Hynek đóng vai trò là cố vấn cho dự án này.
Mặc dù nhóm chưa bao giờ chính thức tan rã, CSI không còn tồn tại vào năm 1959. Tuy vậy, Davis và Bloecher từng hoạt động trong công tác nghiên cứu UFO vào thập niên 1980, Davis còn là cộng sự của NICAP. Đáng chú ý, Bloecher đã điều tra một vụ chứng kiến UFO vào đầu thập niên 1970 do một họa sĩ trẻ tên là Budd Hopkins thực hiện; trong những năm sau này, Hopkins dần trở thành nhân vật chủ chốt chuyên điều tra về hiện tượng người ngoài hành tinh bắt cóc.